# Leporello

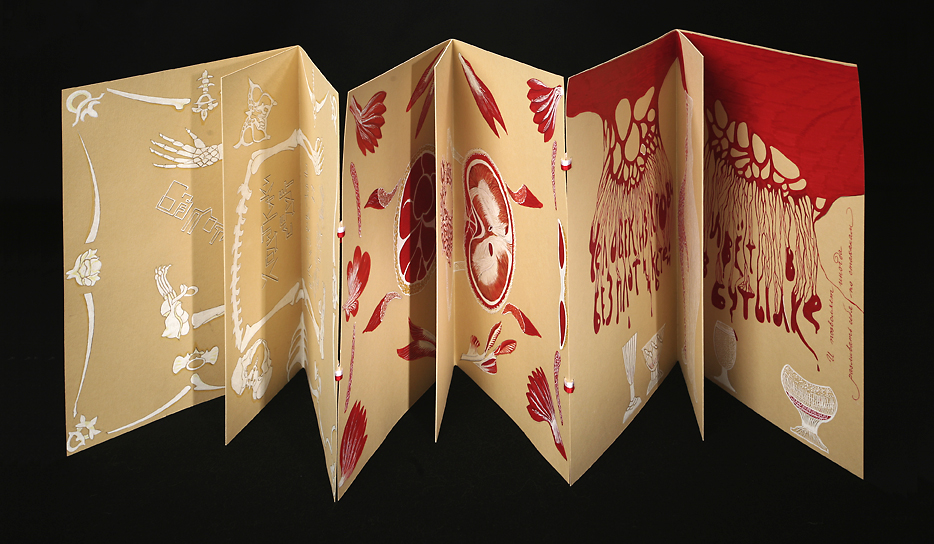
Bibliofilskie leporello z 2008 roku

Leporello, format leporello, harmonijka, parawanik –
1. Rodzaj publikacji poligraficznej bezoprawowej, w postaci arkusza (lub wstęgi) grubego papieru lub kartonu, kilkakrotnie, równolegle, naprzemiennie złamywanego do postaci harmonijki. Format leporello jest stosowany w ulotkach, folderach, programach, prospektach itp.
2. Publikacja oprawowa, klejona w postaci kart tekturowych łączonych paskami wyrobu włókienniczego. Karty kartonowe są oklejane cienkim papierem, najczęściej wcześniej zadrukowanym. Kolejne grzbiety są klejone po naprzeciwległych stronach druku. Ten rodzaj publikacji w formacie leporello zaliczany jest do książek. Obecnie najczęściej są to książki dla dzieci, niegdyś wydawano tak nuty, modlitewniki i atlasy.

Nazwa wywodzi się od imienia postaci z opery Mozarta – Don Giovanni. Leporello był lokajem i powiernikiem Don Juana, kolekcjonował wizerunki jego kochanek.
Leporello wykorzystuje się także w edukacji lub jako promocję czytelnictwa.